# أولاد بن خالد وتافغالت (تابودة)
أولاد بن خالد وتافغالت هي إحدى مشيخات المملكة المغربية، تتبع جغرافيا لإقليم تاونات وإداريًا لتابودة. يقدر عدد سكانها بـ 8388 نسمة حسب الإحصاء الرسمي للسكان والسكنى لسنة 2004.